# Nadine Byarugaba
Pour les articles homonymes, voir Byarugaba.
Nadine Byarugaba est une femme d'affaires et consultante en gestion ougandaise. Elle est l'actuelle présidente du conseil d'administration d'Absa Bank Uganda Limited (en), à compter du 28 juillet 2020. Auparavant, à partir de septembre 2019, elle a siégé au même conseil d'administration, en tant que présidente par intérim, en remplacement de Swithin Munyantwali, qui a été nommé directeur non exécutif du conseil d'Absa Group Limited (en),.

## Enfance et formation
Elle est née en Ouganda et a fréquenté les écoles primaires et secondaires locales. Elle a obtenu un baccalauréat universitaire de l'université Makerere. Elle est également titulaire d'une maîtrise en administration des affaires de l'université Heriot-Watt à Édimbourg en Écosse.

## Carrière
Son expérience bancaire compte au moins 25 années, en 2020. Elle a travaillé chez Standard Chartered Uganda (en), à divers postes, notamment (a) en tant que responsable régional des ventes de commerce électronique, Afrique (b) en tant que responsable des marchés mondiaux (c) en tant que responsable du contrôle interne et (d) en tant qu'administrateur des systèmes. Elle a été nommée au conseil d'administration d'Absa Bank Uganda (à l'époque Barclays Bank Uganda) en janvier 2016.
Pendant les dix mois où elle a occupé le poste de présidente par intérim d'Absa Ouganda, Nadine a guidé la banque à travers le changement de marque de Barclays à Absa,. Elle a également supervisé le changement de PDG de la banque, de Nazim Mahmood à Mumba Kalifungwa (en). En outre, elle a dirigé la réponse de la banque à la pandémie de Covid-19, y compris des dons au ministère ougandais de la Santé (en) et au Fonds national de réponse de l'Ouganda au COVID-19,.

## Autres responsabilités
En plus de ses responsabilités chez Absa Ouganda, elle siège également au conseil d'administration de New Faces New Voices, un groupe de défense panafricain, sous l'égide du Graca Machel Trust. New Faces New Voices se concentre sur l'expansion du rôle des femmes dans le secteur financier. En outre, elle est membre du conseil d'administration de Uganda Reinsurance Company Limited, où elle est administratrice non exécutive.